# Dekanat Murska Sobota
Dekanat Murska Sobota – jeden z 3 dekanatów rzymskokatolickich diecezji murskosobockiej w Słowienii. W jego skład wchodzi 14 parafii. 

## Lista parafii
| Lp. | Miejscowość           | Parafia                                        | Kościół                                                         | Grafika |
| --- | --------------------- | ---------------------------------------------- | --------------------------------------------------------------- | ------- |
| 1   | Murska Sobota-Bakovci | Parafia św. Anny                               | Kościół św. Anny w Murska Sobota-Bakovci                        |         |
| 2   | Cankova               | Parafia św. Józefa                             | Kościół św. Józefa w Cankova                                    |         |
| 3   | Šalovci-Dolenci       | Parafia św. Mikołaja                           | Kościół św. Mikołaja w Šalovci-Dolenci                          |         |
| 4   | Gornji Petrovci       | Parafia Trójcy Przenajświętszej                | Kościół Trójcy Przenajświętszej w Gornji Petrovci               |         |
| 5   | Grad                  | Parafia Wniebowzięcia Najświętszej Maryi Panny | Kościół Wniebowzięcia Najświętszej Maryi Panny w Grad           |         |
| 6   | Križevci              | Parafia św. Benedykta                          | Kościół św. Benedykta w Križevci                                |         |
| 7   | Kuzma                 | Parafia Świętych Kosmy i Damiana               | Kościół Świętych Kosmy i Damiana w Kuzma                        |         |
| 8   | Šalovci-Markovci      | Parafia Nawiedzenia Najświętszej Marii Panny   | Kościół Nawiedzenia Najświętszej Marii Panny w Šalovci-Markovci |         |
| 9   | Martjanci             | Parafia św. Marcina                            | Kościół św. Marcina w Martjanci                                 |         |
| 10  | Murska Sobota         | Parafia św. Mikołaja                           | Kościół św. Mikołaja w Murska Sobota                            |         |
| 11  | Markovci-Pečarovci    | Parafia św. Sebastiana                         | Kościół św. Sebastiana w Markovci-Pečarovci                     |         |
| 12  | Rogašovci-Pertoča     | Parafia św. Heleny                             | Kościół św. Heleny w Rogašovci-Pertoča                          |         |
| 13  | Rogašovci             | Parafia św. Jerzego                            | Kościół św. Jerzego w Rogašovci                                 |         |
| 14  | Tišina                | Parafia Narodzenia Najświętszej Maryi Panny    | Kościół Narodzenia Najświętszej Maryi Panny w Tišina            |         |